# Sekargadung (Pungging)
Sekargadung is een bestuurslaag in het regentschap Mojokerto van de provincie Oost-Java, Indonesië. Sekargadung telt 5596 inwoners (volkstelling 2010).